# Muzeum im. Rumiancewa

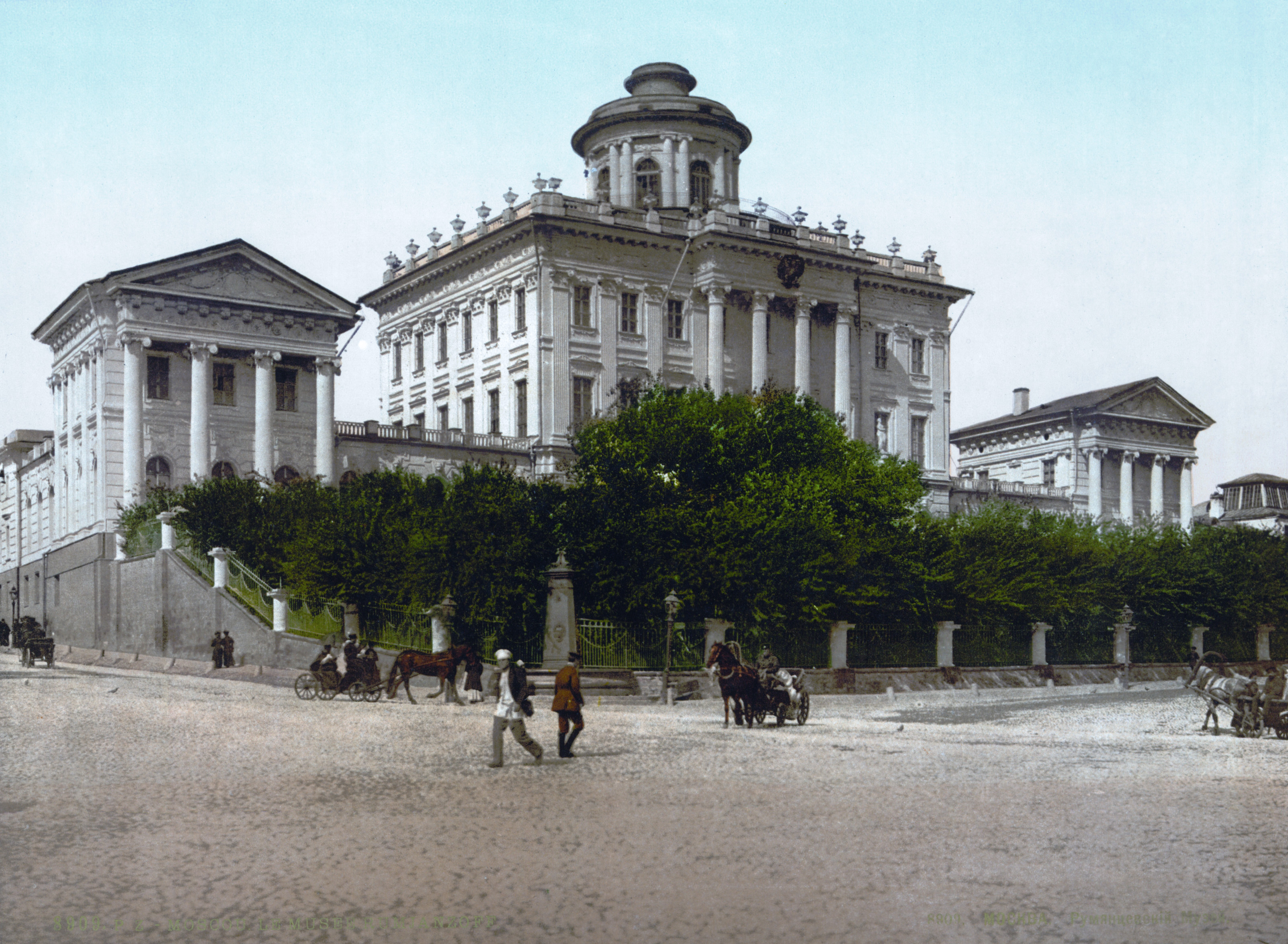
Gmach w Moskwie, w którym mieściło się Muzeum im. Rumiancewa, a później Biblioteka Państwowa ZSRR im. Lenina. Widok z przełomu XIX/XX w.

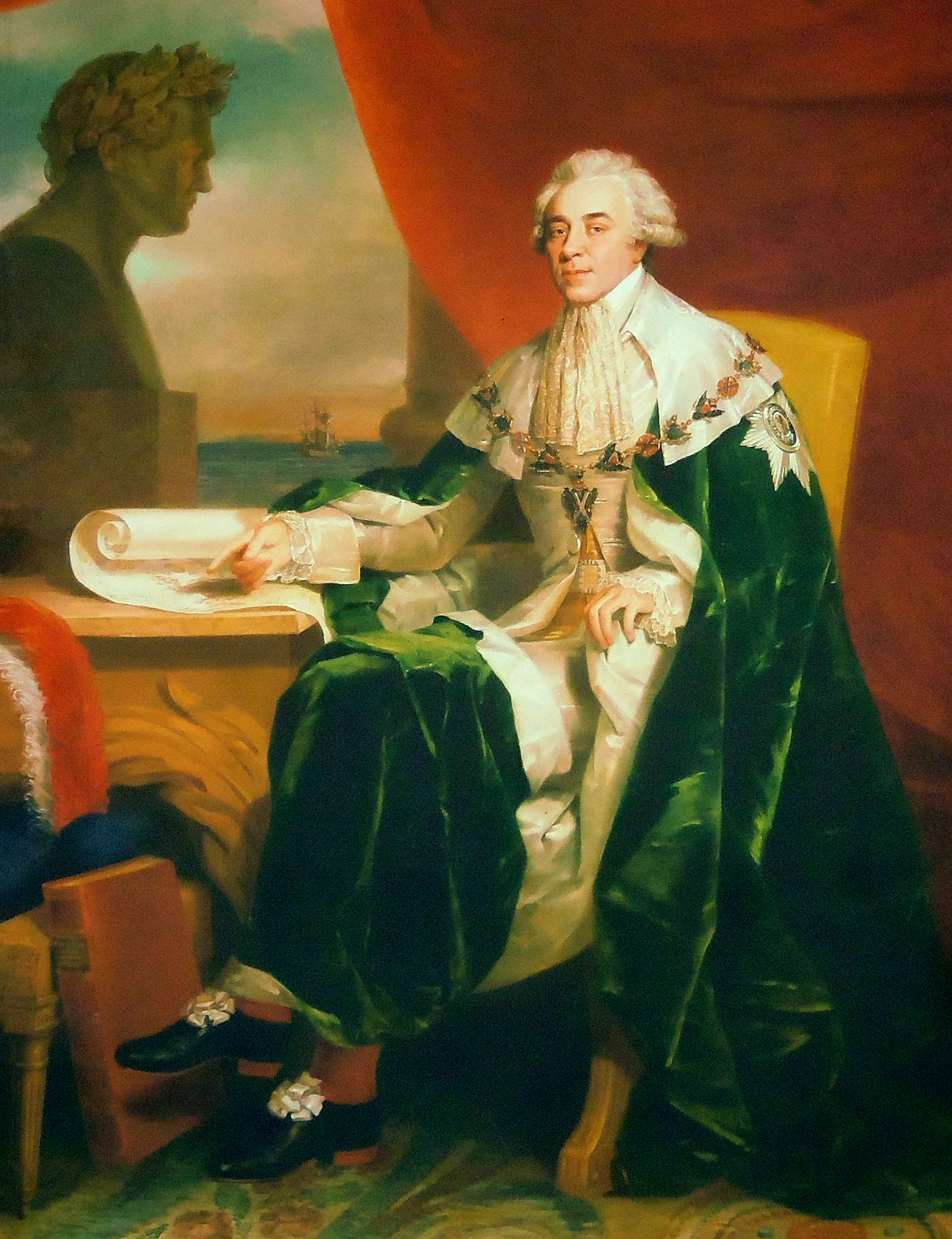
Portret Nikołaja Rumiancewa - twórcy kolekcji będącej podstawą założenia Muzeum im. Rumiancewa. Autor: George Dawe

Muzeum im. Rumiancewa (Румянцевский музей) – rosyjskie muzeum działające w okresie 1831–1924, najpierw w Petersburgu, od roku 1861 w Moskwie. Utworzone zostało na bazie kolekcji stworzonej przez Nikołaja Rumiancewa, obejmującej głównie księgi, starodruki, rękopisy i monety. Od 1921 r. zbiory niebędące księgozbiorem (numizmaty, obrazy, eksponaty etnograficzne itp.) przekazywano innym rosyjskim muzeom, a zbiory biblioteczne i dział rękopisów i starodruków słowiańskich przekształcono w Wszechrosyjską Bibliotekę Publiczną, od 1925 roku Bibliotekę Państwową ZSRR im. Lenina. 